# (7150) McKellar
(7150) McKellar ist ein Asteroid des Hauptgürtels, der am 11. Oktober  1929 von Clyde Tombaugh am Lowell-Observatorium in Flagstaff (Arizona) entdeckt wurde.
Der Asteroid wurde am 30. März 2010 nach dem kanadischen Astronomen Andrew McKellar benannt, womit dessen Messung der Temperatur des interstellaren Mediums zu 2–3 °K aus dem Jahre 1941, lange vor Entdeckung der Hintergrundstrahlung, gewürdigt wurde.
Der Asteroid gehört zur Nysa-Gruppe, einer nach (44) Nysa benannten Gruppe von Asteroiden (auch Hertha-Familie genannt, nach (135) Hertha). Nach der SMASS-Klassifikation (Small Main-Belt Asteroid Spectroscopic Survey) wurde bei einer spektroskopischen Untersuchung von Gianluca Masi, Sergio Foglia und Richard P. Binzel bei (7150) McKellar von einer hellen Oberfläche ausgegangen, es könnte sich also, grob gesehen, um einen S-Asteroiden handeln.